# Équipe du golfe Persique de rugby à XV
L’équipe du golfe Persique de rugby à XV a rassemblé les meilleurs joueurs de rugby à XV de plusieurs pays appartenant à la région géographique du golfe Persique (Bahreïn, Koweït, Oman, Qatar, Arabie saoudite et Émirats arabes unis), sous l'égide de la Fédération du golfe Persique de rugby à XV.
L'avantage de cette sélection était de posséder une équipe qui soit performante au niveau international, plutôt que d'avoir plusieurs équipes nationales faibles.
Elle a disputé 42 matchs entre 1993 et 2010, remportant 22 victoires pour 20 défaites.

## Palmarès
| Édition | Bilan         | Article détaillé       |
| ------- | ------------- | ---------------------- |
| 1987    | non invitée   | -                      |
| 1991    | non qualifiée | -                      |
| 1995    | non qualifiée | Qualifications Afrique |
| 1999    | non qualifiée | -                      |
| 2003    | non qualifiée | -                      |
| 2007    | non qualifiée | Qualifications Asie    |
| 2011    | non qualifiée | Qualifications Asie    |

## Statistiques des principales confrontations
| Adversaires    | Nombre de matches | Victoires | Matches nuls | Défaites | % Victoires |
| -------------- | ----------------- | --------- | ------------ | -------- | ----------- |
| Hong Kong      | 6                 | 2         | 0            | 4        | 33,3        |
| Kazakhstan     | 6                 | 2         | 0            | 4        | 33,3        |
| Kenya          | 4                 | 2         | 0            | 2        | 50,0        |
| Japon          | 4                 | 0         | 0            | 4        | 0,0         |
| Corée du Sud   | 3                 | 2         | 0            | 1        | 66,6        |
| Thaïlande      | 3                 | 2         | 0            | 1        | 66,6        |
| Taipei chinois | 2                 | 2         | 0            | 0        | 100,0       |
| Singapour      | 2                 | 1         | 0            | 1        | 50,0        |
| Tunisie        | 2                 | 1         | 0            | 1        | 50,0        |
| Malaisie       | 2                 | 2         | 0            | 0        | 100,0       |